# カントン (行政区画)
カントン（フランス語/英語: canton、ドイツ語: Kanton）は、ひとつの国を区画した行政区画の類型のひとつ。一般的に、カントンは人口や面積において、カウンティ、デパルトマン、プロヴィンスなどよりも規模が小さい。国際的に最も有名で、また、政治的に重要な役割をもつカントンは、スイスのカントンである。スイス連邦を構成する主体となっている各カントンは、理論上、また歴史上も、主権国家に準じる性格をもっている。
カントンという言葉は、「曲がり角 (corner)」、「地区 (district)」などを意味するフランス語の「canton」に由来する。
カントンは、他の様々な行政区画との上下関係が国によって異なり、また日本をはじめ漢字文化圏の行政区画に関する諸概念との単純な対応関係が成立しないため、日本語における訳語は多様であり、邦、州、県、郡、小郡などが訳語として宛てられることがある。

## 各国のカントン
カントンが制度化されている（されていた）国々、地域：

### ヨーロッパ
- スイス：スイスのカントン：スイス連邦を構成する主権国家に準じる高度な自治権をもった連邦州、自治州。
- フランス：フランスの小郡：郡（アロンディスマン）や県（デパルトマン）の下位区分であり、複数のコミューンをまとめたもの。
- ベルギー：ベルギーのカントン（英語版）
- ルクセンブルク：ルクセンブルクのカントン（英語版）：かつては広域行政区の下位区分と位置付けられていた。基礎自治体より上位の行政区画。
- ボスニア・ヘルツェゴビナ：ボスニア・ヘルツェゴビナ連邦の県：ボスニア・ヘルツェゴビナ連邦を構成する単位
- ジャージー：行政教区の下位区分であるヴァンテーヌ（英語版）のさらに下位の区分。
- ガーンジー：行政教区の下位区分。

### アメリカ
- カナダ：カナダ・フランス語において英語の「township」（郡区（英語版）に相当する表現で、これを「municipalité」と訳さないのは、それがいち早く別のレベルの行政区画を指した使われていたためである。
  - ケベック州の基礎自治体一覧（英語版）
- コスタリカ：コスタリカのカントン（英語版）：州の下位区分
- エルサルバドル：エルサルバドルの基礎自治体（英語版）の下位区分であり、市や町に接している、より都市的な「カセリオ (caserio)」（ハムレットに相当するとされる）の外側にある。カントンは市や町の領域のうちにある、実際の市街地から離れた、より農村的な部分を指すものと考えられている。
- ボリビア：ボリビアのカントン（英語版）
- エクアドル：エクアドルのカントン（英語版）：県（州）の下位区分

### 中東
- レバノン：レバノン内戦中や、その後、諸々の民兵組織や党派の支配地域において、非公式に設定された区画。その大部分は、レバノン政府の支配下に戻っている。
- ロジャヴァ（西クルディスタン）：シリア北西部のクルド人支配地域における実質的な行政区画。エフリン地区（英語版）など4つのカントン（地区）が設けられていたが、後に再編されエフリン地方（英語版）、ユーフラテス地方（英語版）、ジャジーラ地方（英語版）の3地方が設けられた[7]。

### かつて存在した国家におけるカントン
- 東ローマ帝国：県の下位区分。
- プロイセン王国：カントン制度：1733年から1813年にかけて採用されていた徴兵制度の区割り。
- ヌエバ・グラナダ共和国：州（英語版）の下位区分。
- スペイン：1873年にスペイン海軍の拠点であったカルタヘナで、カントナリスモ（スペイン語版）支持派によるカントナリスタ蜂起（スペイン語版）が起こって蜂起した側が支配権を握った。
- ネグロス共和国（英語版）：Gobierno Cantonal de Negros（ネグロス・カントン政府）：19世紀から20世紀にかけて戦われた米比戦争中に、ビサヤ諸島に短期間設立されていた地方政府[8]。
- アメリカ合衆国統治下のフィリピン：Gobierno de Canton（カントン政府）を称される統治機構が、ボホール州に置かれた[9]。
- ロシア・ソビエト連邦社会主義共和国：カントン (ソビエト・ロシア)（ロシア語版）：1941年以前のソビエト連邦で、いくつかの自治権を持った地方で導入されていた下位区分。